# Nexter
Nexter (v preteklosti GIAT Industries oz. Groupement des Industries de l'Armée de Terre) je francosko vladno podjetje, ki proizvaja oborožitvene sisteme. Sedež podjetja je Roanne, Loire. Predhodno podjetje
GIAT je bilo ustanovljeno leta 1973, 22. septembra 2006 se je preoblikovalo v Nexter. 

## Izdelki
- FAMAS - jurišna puška
- FRF2 - ostrostrelska puška
- Armes de Défense Rapprochée - naprava za samoobrambo
- Leclerc- glani bojni tank
- Véhicule de l'Avant Blindé (VAB) - pehotno oklepno vozilo
- Nexter Aravis - oklepno vozilov
- 20 mm modèle F2 top
- APILAS - protioklepna raketa
- Wasp 58 - protitankovski top
- CAESAR - 155 mm samovozna havbica na kolesih
- LG1 Mark II 105 mm - vlečna havbica
- Véhicule Blindé de Combat d'Infanterie (VBCI) pehotno oklepno vozilo